# Eibsee
Der Eibsee ist ein See 9 km südwestlich von Garmisch-Partenkirchen unterhalb (3,5 km nördlich) der Zugspitze im Wettersteingebirge in Bayern. Er gehört zur Gemeinde Grainau und ist in Privatbesitz.

## Eibsee (Weitsee und Untersee)
Im Nordosten ist der 4,8 ha große und 26 Meter tiefe Untersee durch eine 50 Meter breite und nur 0,5 Meter tiefe Engstelle vom Hauptteil des Sees, dem Weitsee mit seinen 172 ha, fast völlig abgetrennt. Über eine kleine Brücke an dieser Engstelle führt ein Wanderweg entlang des Eibsee-Nordufers. Die tiefste Stelle des gesamten Sees mit 34,5 Meter liegt nur etwa 90 Meter vom östlichen Südufer (etwa auf der Höhe des Frillensees) entfernt. Zu den vollständig abgetrennten kleinen Nachbarseen gehören der Frillensee im Süden (nicht zu verwechseln mit dem größeren Frillensee bei Inzell) sowie Braxensee, Steingringpriel, Steinsee, Froschsee und Drachenseelein im Norden.
Der See gilt aufgrund seiner Lage unterhalb der Zugspitze und des klaren, grün getönten Wassers als einer der schönsten Seen der Bayerischen Alpen. Er entstand, als sich am Ende der Würm-Kaltzeit der Isar-Loisach-Gletscher zurückzog und eine Senke hinterließ, die sich mit Wasser füllte. Zwischen 1700 v. Chr. und 1400 v. Chr. querte ein Bergsturz mit einer Fläche von 13 km² und einem Volumen von 350 Millionen m³ den mittleren und östlichen Teil des Sees. Die geschätzte Energiefreisetzung bei diesem Bergsturzereignis mit einer mittleren Sturzhöhe von 1400 m entspricht ca. 2,9 Megatonnen TNT (ca. 220 Hiroshima-Bomben). Dies hatte eine wesentliche Modifizierung der morphologischen Form der Eibseesenke zur Folge. Dabei entstand die Gestalt des heutigen Sees mit seinen 29 Mulden und 8 Inseln. Es ist einer der seltenen Fälle, in denen Inseln und Untiefen eines Sees geologisch wesentlich jünger sind als das Seebecken selbst. Rund 8 unterseeische Kuppen weisen Tiefen von weniger als 3 Metern auf. Die einzigen nennenswerten oberirdischen Zuflüsse sind der Kotbach, der in die Nordwestspitze des Sees mündet, sowie der Weiterbach im Süden. Der See ist ein Blindsee, da kein oberirdischer Abfluss vorhanden ist und Wasser aufgrund der Beckenlage nur unterirdisch abfließen oder versickern kann. Man vermutet, dass das knapp 2 km nordöstlich befindliche Quellgebiet des Krepbaches (Lokalität Rohrlaine) von Eibseewässern unterirdisch gespeist wird.
Sein Name ist auf die Eibe zurückzuführen, die früher sehr zahlreich um dem See herum vorkam. Am See ist sie nur noch vereinzelt zu finden und tritt nur noch in den Bannwäldern in der Nähe des Sees auf. Einen guten Blick auf den See hat man von der Seilbahn Zugspitze und von der Bayerischen Zugspitzbahn aus, welche beide auf die Zugspitze hinaufführen.
Während der Angelsaison vom 1. Mai bis zum 31. Oktober werden hauptsächlich Hechte, Bachforellen, Regenbogenforellen, Renken, Karpfen, Schleien und verschiedene Weißfischarten von Hobbyanglern gefischt.

## Kleine Nachbarseen
- Frillensee: 1,271 ha, Wasserspiegel 973 m ü. NHN
- Steingringpriel: 0,28 ha (30 m nördlich des Eibsees)
- Braxensee: 0,24 ha (vollständig abgetrennt, 13 m nördlich des Eibsees) Umfang 200 m
- Steinsee: 0,08 ha, 185 m nördlich des Eibsees (Steingring) bzw. 100 m nördlich des Steingringpriels
- Froschsee: 0,035 ha (350 m²), 40 m nördlich des Eibsees (Steingring)

Nur der Frillensee bildet ein eigenes Flurstück. Für die kleineren Seen sind deshalb vom zuständigen Vermessungsamt Weilheim-Schongau keine genaueren Flächenangaben verfügbar.
Die Ausbuchtung des Eibsees nördlich der Braxeninsel, nur 13 m vom abgetrennten Braxensee entfernt, heißt ebenfalls Braxensee, Fläche 0,32 ha, engste Stelle 18 m.
Die Ausbuchtung des Eibsees nördlich der Sasseninsel, nur 30 m vom abgetrennten Steingringpriel entfernt, heißt Steingring, Fläche 1,4 ha, engste Stelle 60 m.

## Inseln

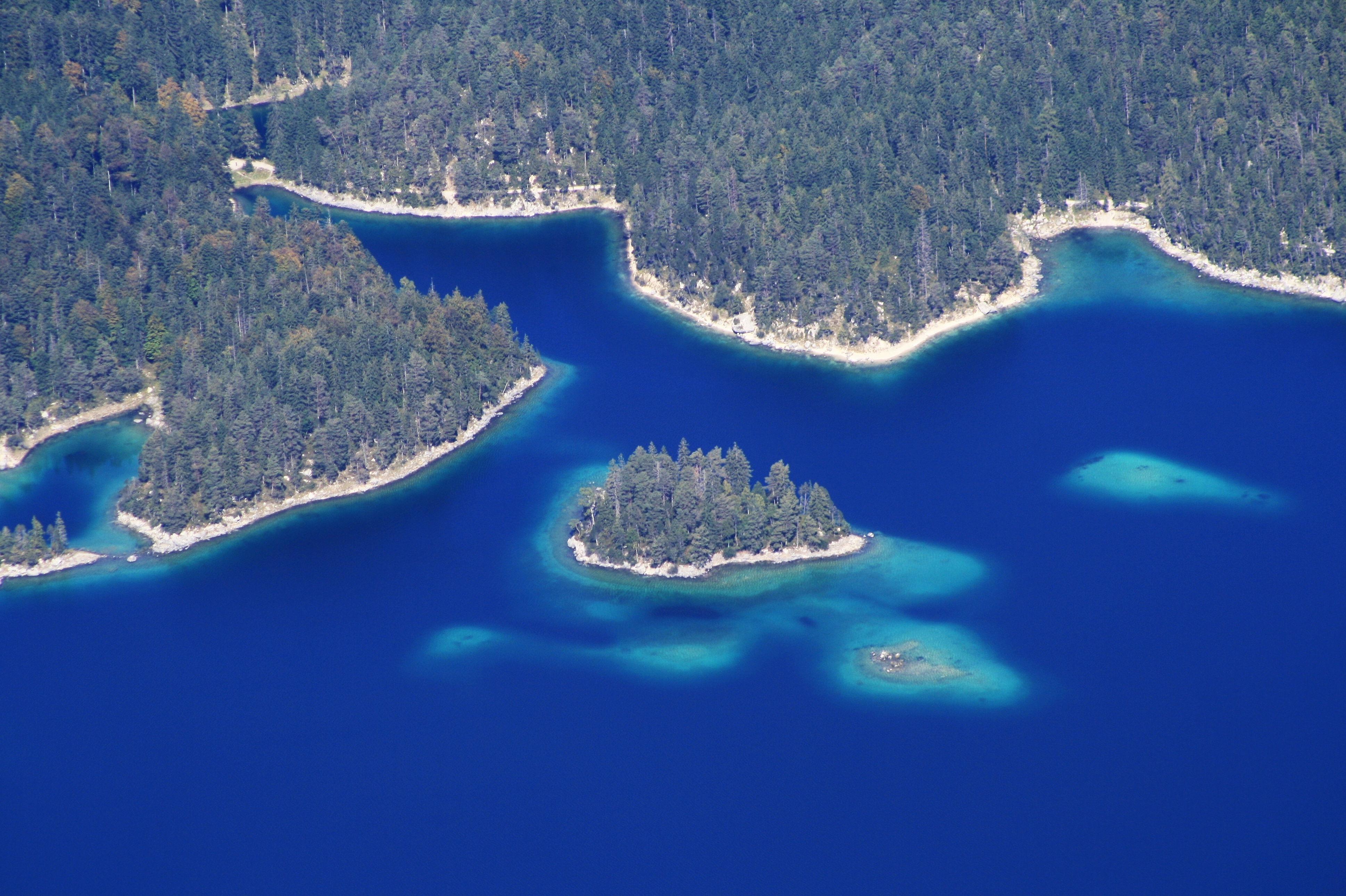
Blick von der Zugspitze auf die Sasseninsel und Steinbichl im Eibsee

Im Eibsee liegen je nach Zählweise acht bis neun kleine Inseln entlang der Nordseite, alles Trümmer des Bergsturzes (wie auch die Untiefen), mit einer Gesamtfläche von etwa 1,2 Hektar (12.260 m²) bei mittlerem Wasserstand. Von West nach Ost, mit Flächenangabe (auf dem Bild sind auch Untiefen sichtbar):
|            |                                             |           |             |
| Der Eibsee |                                             |           |             |
| Nr.        | Insel                                       | Flurstück | Fläche (m²) |
| 1          | Almbichl (Alpenbühl, fr. Alpenbüchel)       | 1039      | 1.170       |
| 2          | Ludwigsinsel (fr. Heißenbüchel)             | 1038      | 2.141       |
| 3          | Scheibeninsel (fr. Scheibenbüchel)          | 1040      | 399         |
| 4          | Maximiliansinsel (Schöne Insel)             | 1041      | 990         |
| 5          | Schönbichl (Schönbühl, fr. Schoenbüchel)    | 1042      | 652         |
| 6          | Braxeninsel                                 | 1043      | 655         |
| 7          | Sasseninsel (fr. Saßenbüchel, 'Roseninsel') | 1044      | 4.390       |
| 8          | Steinbichl (Steinbühl, fr. Steinbergl)      |           |             |
| 8.1        | nördliche Insel                             | -         | 400         |
| 8.2        | südliche Insel                              | -         | 10          |
|            | Gesamtfläche der Inseln im Eibsee           |           | 10.807      |

Nur die kleinste Insel, Steinbichl, 50 Meter südöstlich der Sasseninsel, bildet kein eigenes Flurstück. Steinbichl besteht eigentlich aus einem größeren Felseninselchen mit rund 400 m² sowie einem kleineren 7 Meter südlich der Südostspitze mit 10 m².
In der kleinen Holzblockhütte auf der Maximiliansinsel wurden jährlich rund 25 standesamtliche Trauungen durchgeführt. Hierzu mussten die Beteiligten mit Ruderbooten auf die Insel übersetzen. Im Oktober 2015 schaffte der Gemeinderat von Grainau diese Möglichkeit aus Kostengründen mit 13:3 Stimmen wieder ab. Das Eibsee-Hotel als Eigentümer der Insel bietet jedoch nach wie vor Trauungsfeierlichkeiten im Anschluss an eine vorhergehende standesamtliche Trauung an.

## Geschichte

Eibsee im Fürstengang Freising 1700

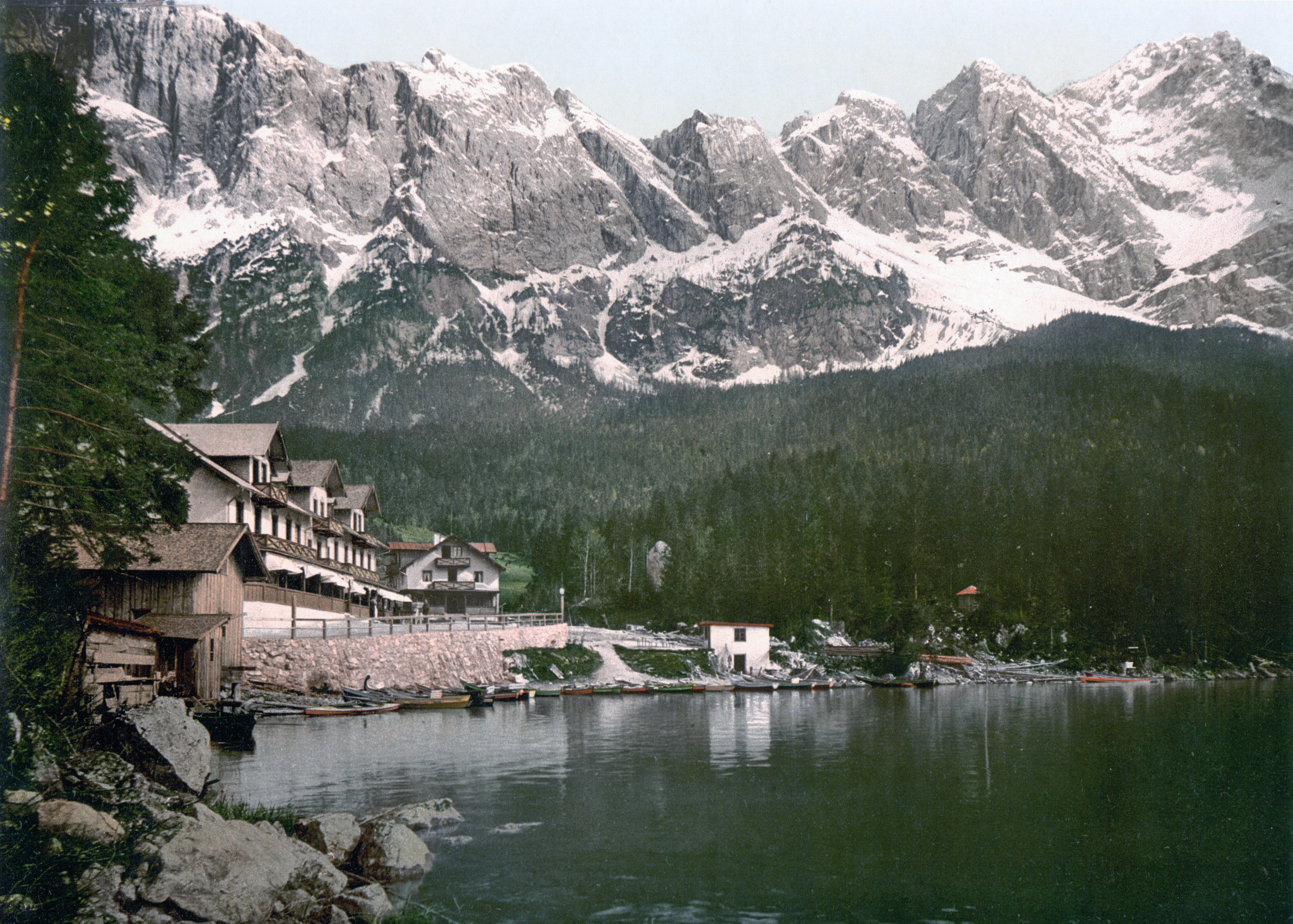
Hotel und Weiler 1900

In der Bronzezeit vor geschätzten 3400–3750 Jahren ereignete sich der Eibsee-Bergsturz.
Hermann von Barth schrieb 1871 über den Eibsee:

„Eine arme Fischerfamilie hat ihre mehr malerische als reinliche Hütte am östlichen Ufer des Sees, und ihre Mitglieder sind dessen einzige Anwohner. Der See ist ihr Eigentum; sie brachten ihn im Jahre 1803 für einhundert Gulden vom Staate käuflich an sich. Zwischen den Steintrümmern am Ufer suchen magere Ziegen ihr karges Futter. Nahen Fremde, so kommen halbnackte Kinder aus der Hütte und bieten Alpenrosen zum Kauf an oder schießen ein Pistol ab, um durch dessen Krachen das siebenfache Echo an der nahen Wand der Törlen zu wecken, das wie lange fortrollender Donner in den Schuchten des Zugspitz-Labyrinthes verhallt.“

1884 ersteigerte August Terne den Eibsee für 10.000 Goldmark und errichtete um 1900 am Ostufer einen Gasthof. Seine beiden Söhne Karl und Hans bauten 1913 dort ein kleines Hotel, das sie nach dem Ersten Weltkrieg zu einem Gebirgshotel mit einer Kapazität von über 200 Betten vergrößerten. 1941 wurde das Hotel von der deutschen Luftwaffe requiriert. Nach dem Zweiten Weltkrieg beschlagnahmte die US-Armee das Anwesen und nutzten See und Hotel zur Erholung ihrer Streitkräfte. 1972 wurden Eibsee und Eibseehotel an die Familie Terne-Rieppel zurückgegeben.
Der See war früher Austragungsort für Schlitten- und Skijöringrennen. Ab 1929 war die Zufahrtsstraße auch Schauplatz von Bergrennen mit motorisierten Fahrzeugen.

## Trivia
- Am 6. März 2025 mussten 16 ins Eis eingebrochene indische Touristen aus dem See gerettet werden.[9]

## Bildergalerie

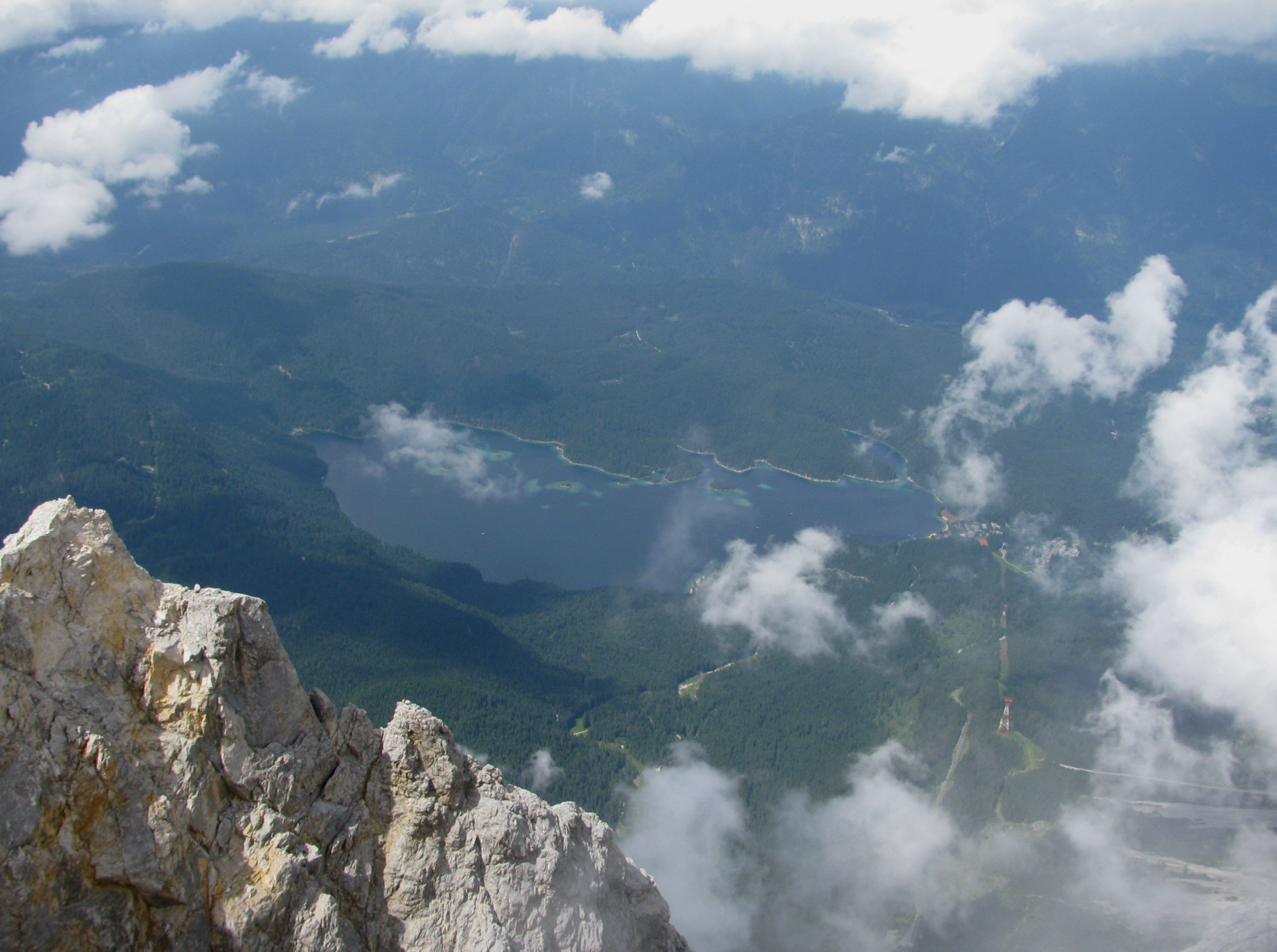
Blick auf den Eibsee von der Zugspitze aus
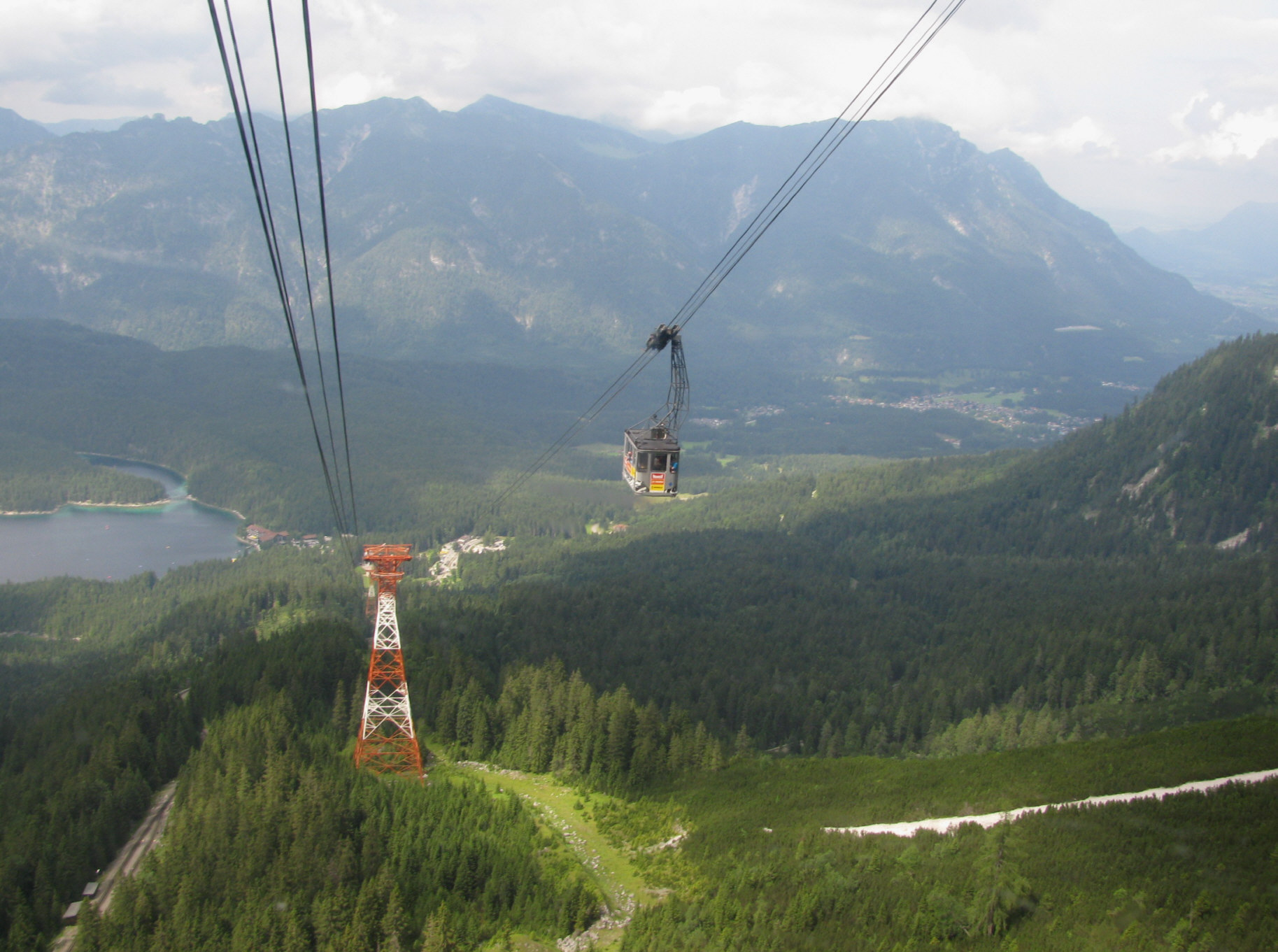
Seilbahnfahrt (alte Bahn bis 2017) von der Zugspitze Richtung Eibsee
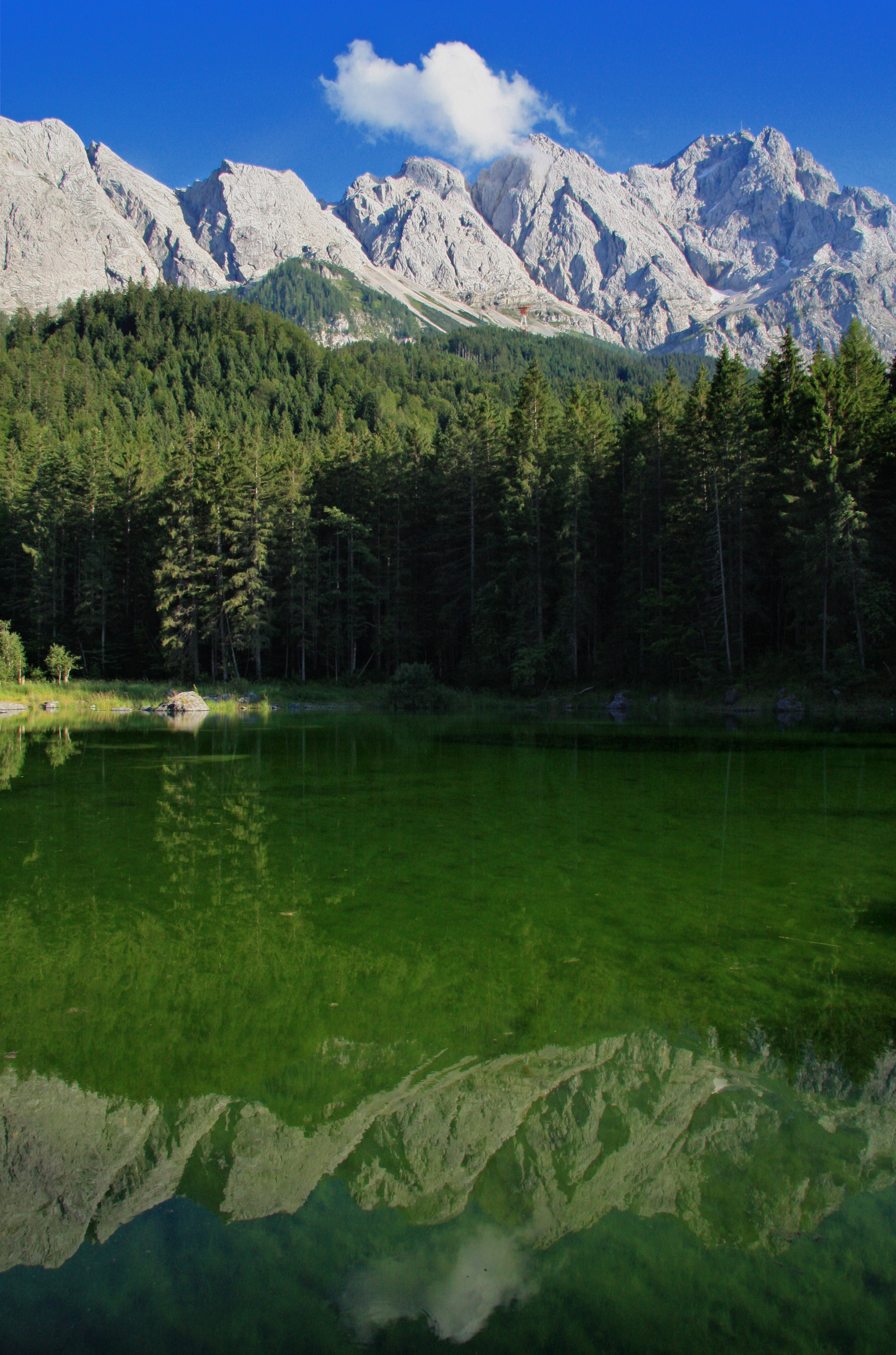
Frillensee mit der Zugspitze im Hintergrund
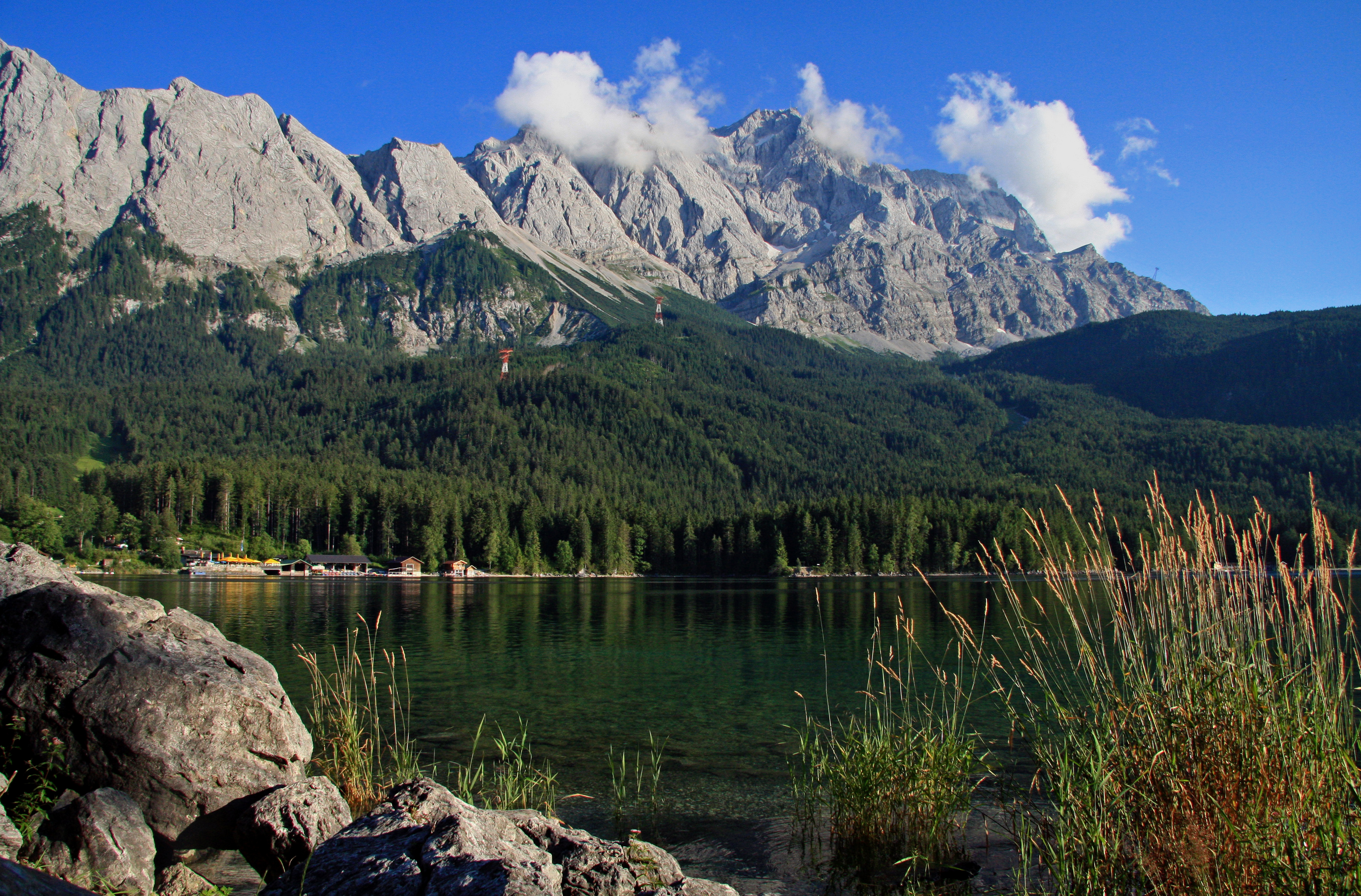
Blick auf den Eibsee mit der Zugspitze im Hintergrund
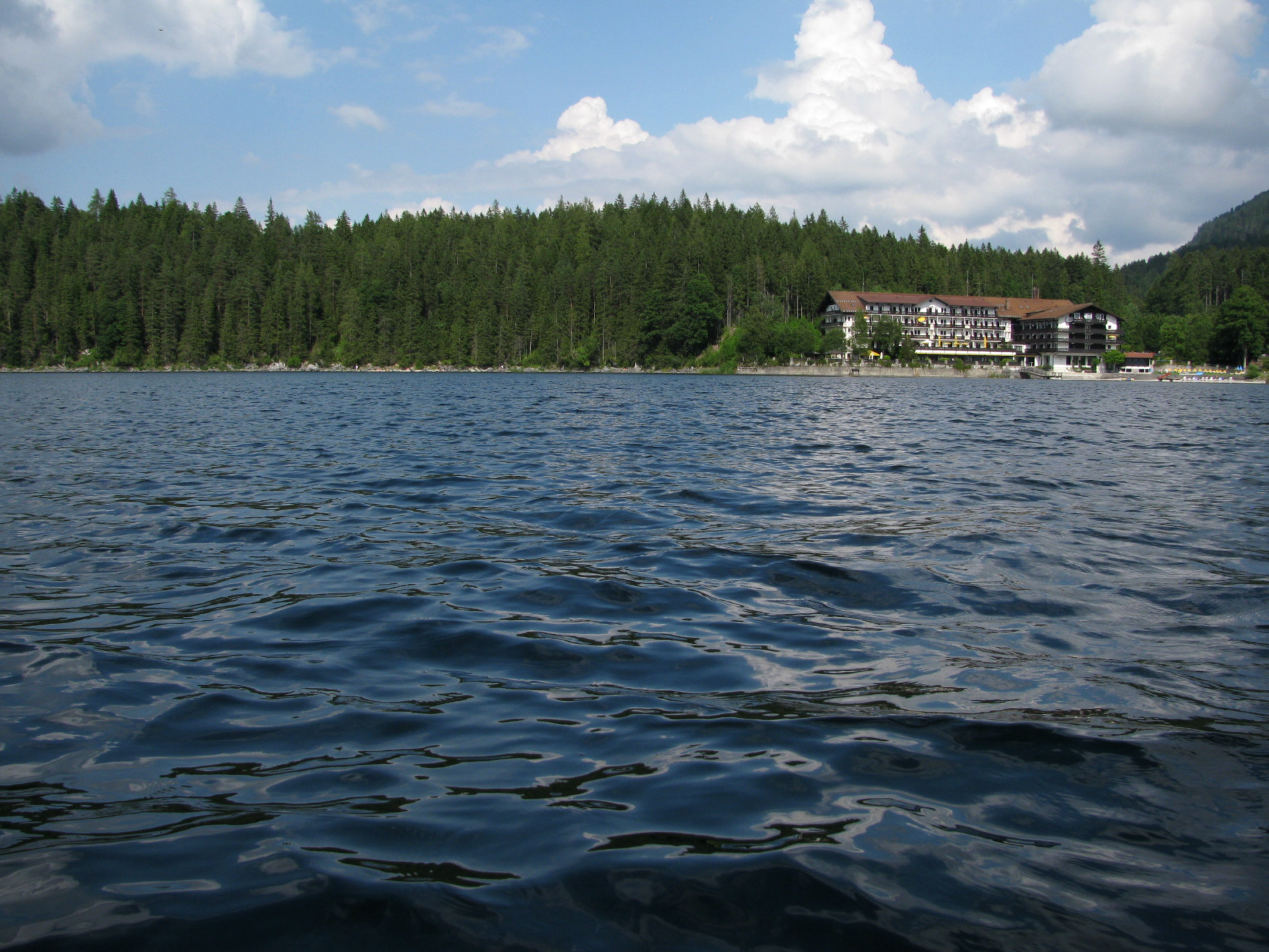
Blick über den Eibsee
- 4K-Video Eibsee mit Zugspitze
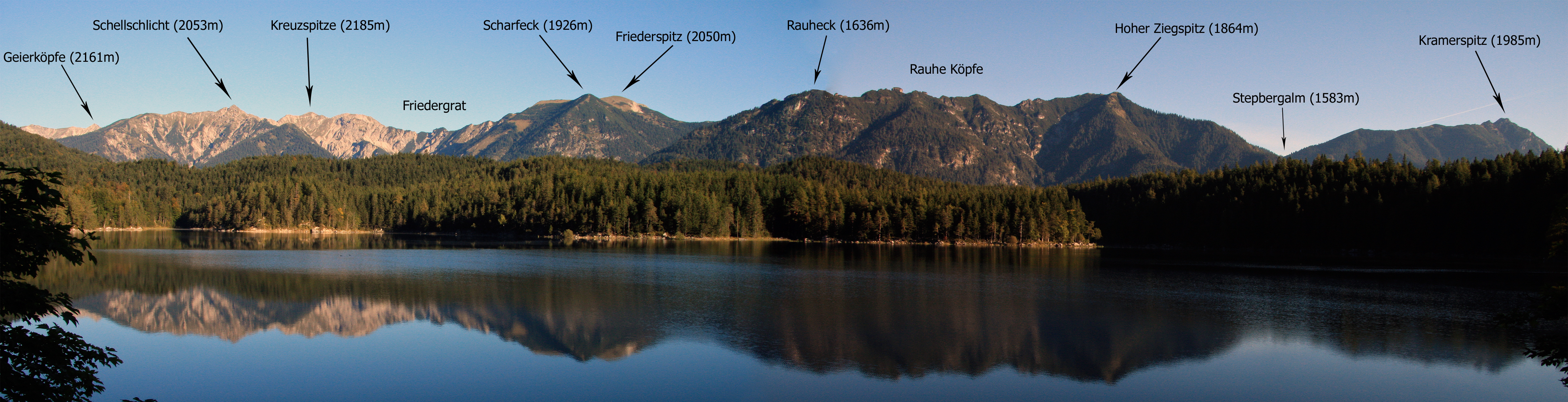
Blick vom Eibsee auf die Ammergauer Alpen
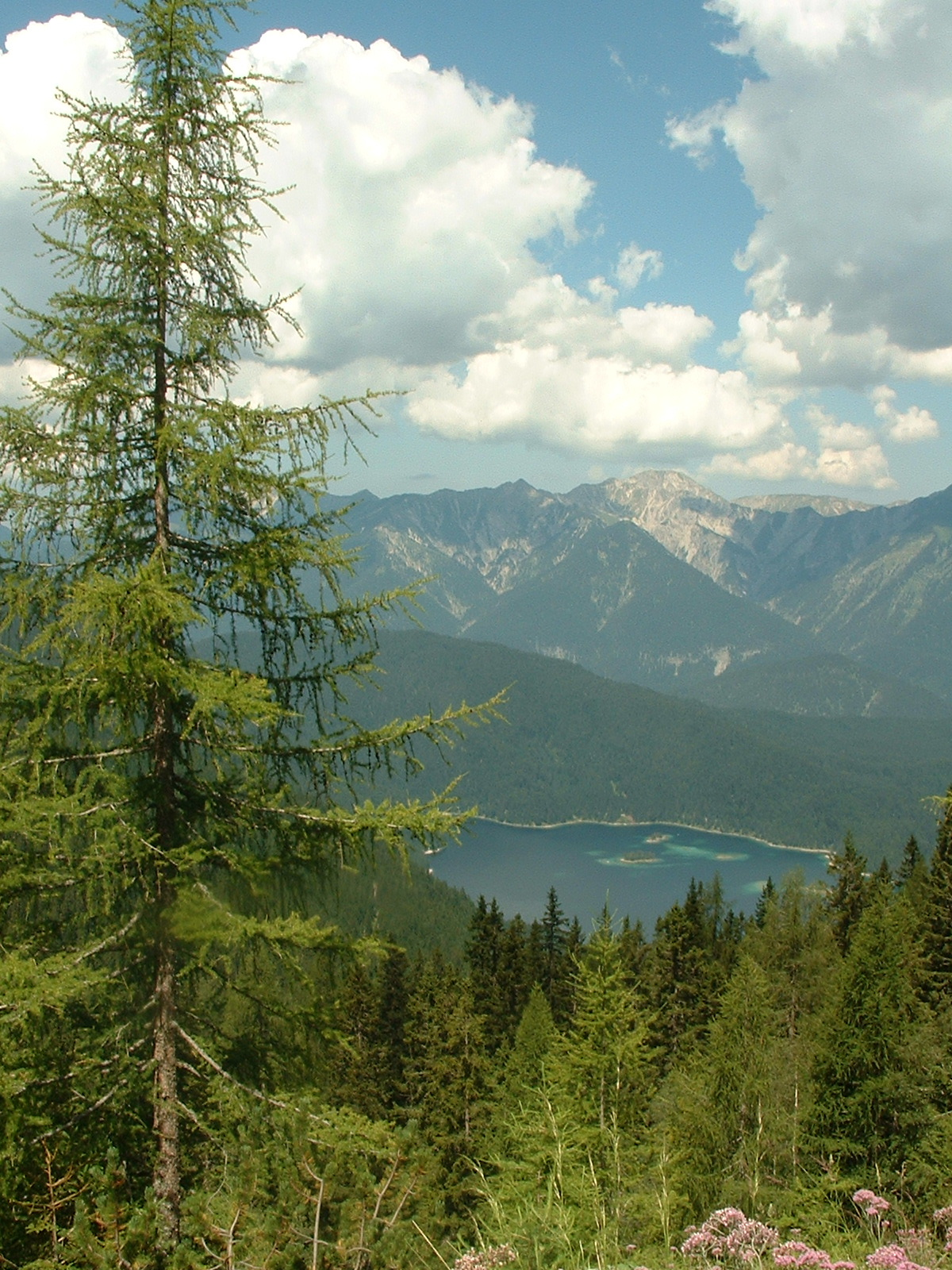
Eibsee vom Riffelriss
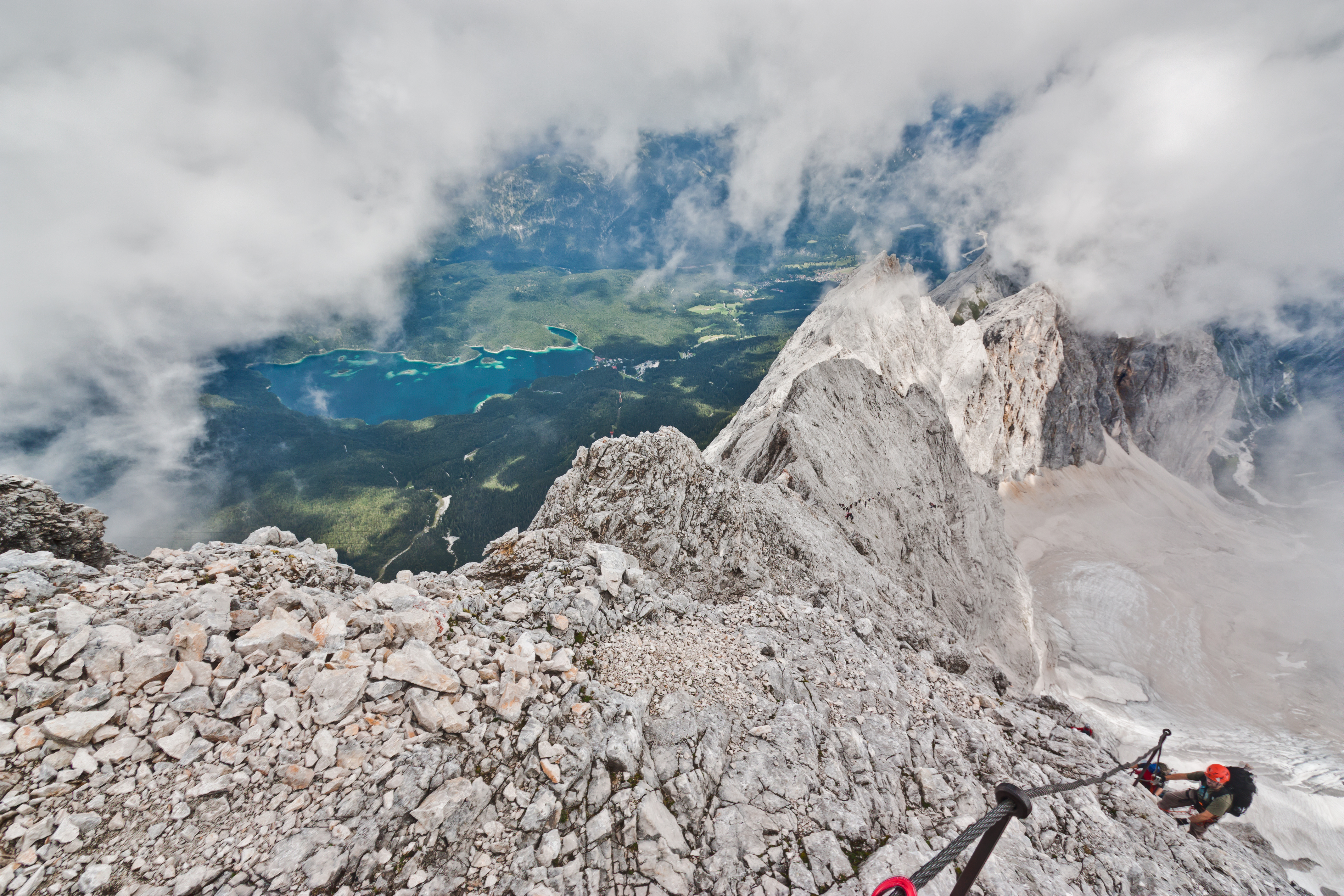
Eibsee vom Höllental-Klettersteig (Zugspitze) aus
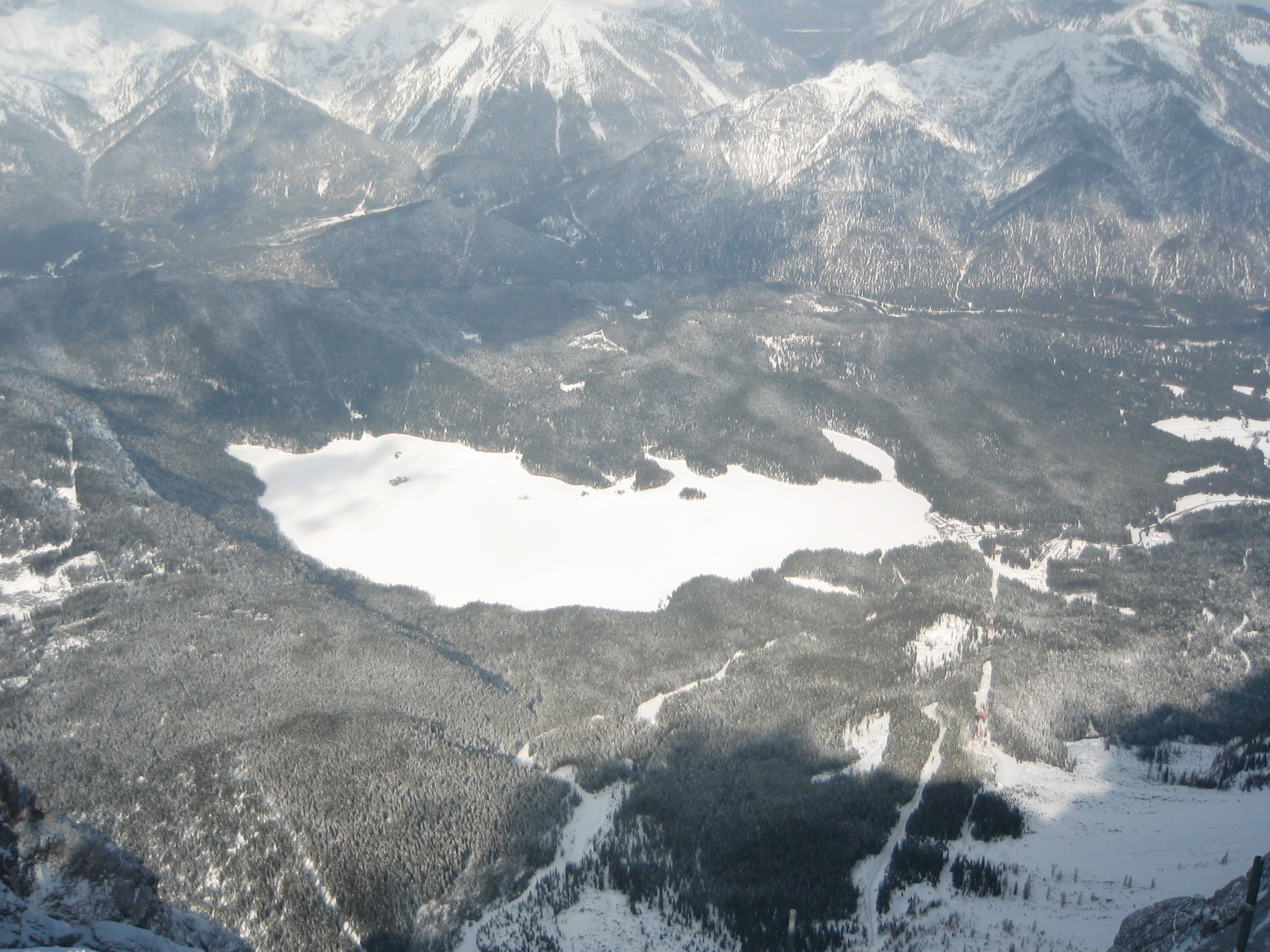
Der zugefrorene und verschneite Eibsee im Winter von der Zugspitze aus gesehen